# Chrome Division
Chrome Division (рус. Хромированная дивизия) — норвежская хеви-метал-группа, основанная в 2004 году Шагратом, вокалистом симфо-блэк-группы Dimmu Borgir, и его давними друзьями: Лексом Айконом (Lex Icon, известный ранее как Нагаш) из группы The Kovenant и Бьорном Луной (Björn Luna), басистом Ashes to Ashes. Чуть позже, по инициативе Луны, место на вокале занял Эдди Гуз (Eddie Guz) из The Carburetors. В качестве соло-гитариста был привлечён Рики Блэк (Ricky Black).
Летом 2005 Лекс Айкон покинул группу, а его место занял барабанщик Тони Уайт из Minas Tirith.

В 2009 году на посту вокалиста оказывается Shady Blue (aka Athera из Susperia). С ним в студии Marius Strand в Осло они записали новый студийный альбом — 3rd Round Knockout (2011), на два трека с него сняты видеоклипы при участии Патрика Уллеуса (Patric Ullaeus) из Revolver Film Company (In Flames, Dimmu Borgir, Soilwork).
На сегодняшний день группа выпустила пять альбомов: Doomsday Rock 'n Roll в 2006 году, Booze, Broads and Beelzebub в 2008, Third Round Knockout в 2011 году, Infernal Rock Eternal в 2014 году, One last ride в 2018 году. Альбомы были выпущены под лейблом Nuclear Blast.

## Участники

### Действующие участники
- Eddie Guz (Edwin Gustoff) - vocals (2004–2009) (2017–present)
- Kjell Aage "Damage" Karlsen – lead guitar (2012–present)
- Shagrath (Stian Thoresen) - rhythm guitar (2004–present), bass guitar (2017–present)
- Tony White (Tony Kirkemo) – drums (2004–present)

### Бывшие участники
- Shady Blue (Pål Mathiesen) – vocals (2009-2017)
- Björn Luna – bass guitar (2004–2012)
- Ricky Black (Rikard Wikstrand) – lead guitar (2004–2012)
- Ogee (Åge Trøite) – bass guitar (2012–2017)

## Дискография
- Doomsday Rock 'n Roll (2006), Nuclear Blast
- Booze, Broads and Beelzebub (2008), Nuclear Blast
- 3rd Round Knockout (2011), Nuclear Blast
- Infernal Rock Eternal (2014) Nuclear Blast
- One Last Ride (2018) Nuclear Blast